# Maladie de Pick
Pour les articles homonymes, voir Pick.
 (mars 2020).
Si vous disposez d'ouvrages ou d'articles de référence ou si vous connaissez des sites web de qualité traitant du thème abordé ici, merci de compléter l'article en donnant les références utiles à sa vérifiabilité et en les liant à la section « Notes et références ».
 Mise en garde médicale
La maladie de Pick est une démence associée à la détérioration des lobes frontaux et temporaux du cerveau. C'est une protéinopathie de la famille des dégénérescences lobaires frontotemporales.

## Caractéristiques
Les symptômes peuvent comprendre un déclin du comportement social (y compris une désinhibition, un manque de tact, des atteintes importantes au respect de l'étiquette),  de l'apathie, des modifications du comportement alimentaire (y compris un appétit accru, un gain pondéral, une préférence accrue pour les sucreries), des troubles de l'attention, des problèmes de langage (y compris une élocution compromise, une répétition de phrases à haute voix), et des difficultés à reconnaître les physionomies.
Bien que la maladie d'Alzheimer et d'autres formes de démence présentent parfois des symptômes similaires, la maladie de Pick se caractérise plutôt par certaines déficiences du comportement et de la parole — désinhibition ou perte de vocabulaire —, alors que la mémoire et les fonctions visuospatiales (qui sont fréquemment atteintes en cas de maladie d'Alzheimer) semblent relativement épargnées. En outre, la maladie de Pick survient plus tôt que la maladie d'Alzheimer (ordinairement entre 45 et 65 ans).

## Historique

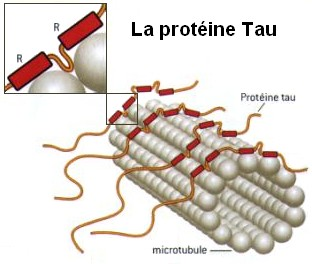
Protéine tau et microtubules

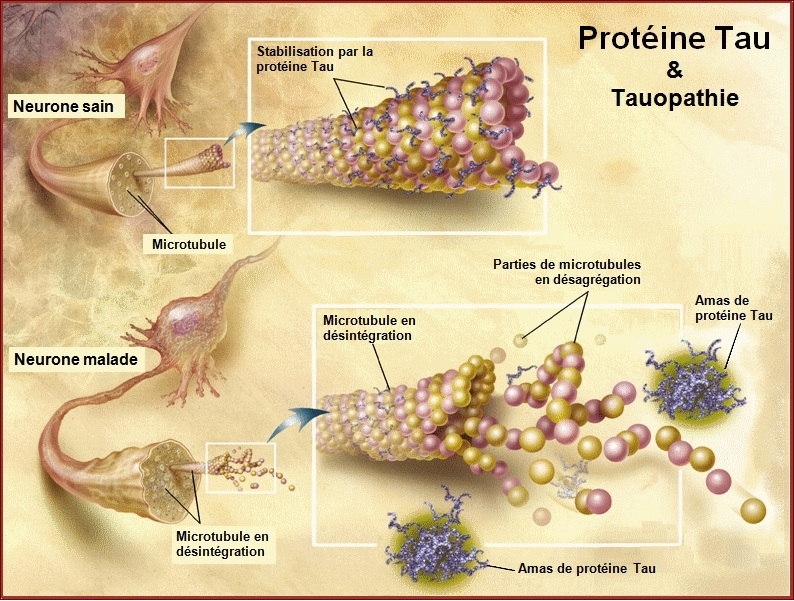
Protéine Tau dans un neurone sain et dans un neurone malade

En 1892, le neurologue et psychiatre tchèque Arnold Pick a été le premier à décrire le syndrome clinique et les inclusions neuronales caractéristiques, les corps de Pick, associés à cette maladie. Aujourd'hui, le terme de maladie de Pick est de moins en moins utilisé et la maladie en question correspond à ce que l'on nomme à ce jour variante frontale de la dégénérescence lobaire frontotemporale (DLFT). La maladie de Pick est caractérisée par une forme et une localisation tout à fait particulière des agrégats de protéines tau (corps de Pick), retrouvé à l'examen anatomopathologique du cerveau (ce qui nécessite une autopsie).

## Diagnostic différentiel
Les diagnostics différentiels principaux sont :
- Maladie d'Alzheimer (MA)
- Maladie de Parkinson (MP)
- Paralysie supranucléaire progressive (PSP ou maladie de Steele-Richardson-Olszewski)
- Dégénérescence corticobasale (DCB)
- Dégénérescence frontotemporale (DFT) autre que la maladie de Pick
- Atrophie multisystématisée (AMS)

## Divers

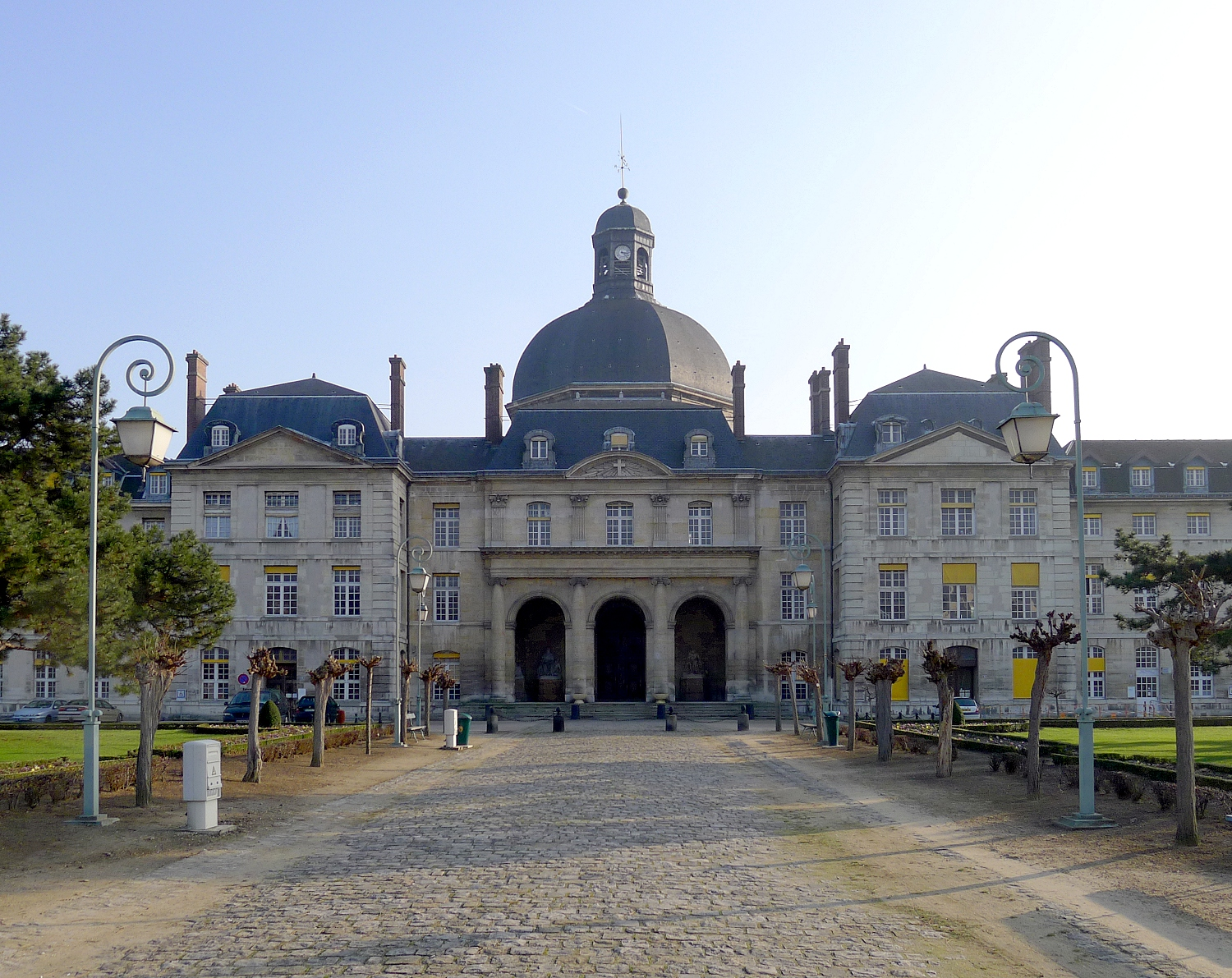
Hôpital de la Salpétrière, coordonnateur du Réseau national des centres de référence et de compétence pour la maladie de Pick.

Depuis juillet 2007, dans le cadre du plan national Maladies rares, un centre de référence a été labellisé en France pour la prise en charge des personnes atteintes de la Maladie de Pick. Ce centre de référence est situé à l'hôpital de la Salpêtrière à Paris et travaille en collaboration avec 12 centres de compétence régionaux, pour améliorer la prise en charge des patients et des familles.